# Open Arts Festival
Open Arts Festival (dawniej Open Air Rock Festival) – coroczna, cykliczna impreza (festiwal rockowy), organizowana na początku września  w Wejherowie w amfiteatrze miejskim, na której występują zespoły rockowe z okolic miasta.
Cała impreza ma charakter "rockowego pikniku" i trwa prawie 10 godzin. Na zakończenie festiwalu występuje zaproszona gwiazda polskiego rocka.
Organizatorem koncertu jest Wejherowskie Centrum Kultury, a sponsorem Urząd Miasta Wejherowo.

## Historia
Po raz pierwszy impreza – wtedy jeszcze jako Wejherowski Piknik Rockowy – zaistniała w 2004 roku z inspiracji Marka Richtera i Mirosława Odynieckiego, a także dzięki wsparciu prezydenta Wejherowa Krzysztofa Hildebrandta. Festiwal od samego początku spotkał się z gorącym i kulturalnym przyjęciem fanów rocka.
W 2005 roku Wejherowskie Centrum Kultury zorganizowało II Open Air Rock Festiwal pod hasłem "Przeciw Przemocy", nawiązując do ataków terrorystycznych z 11 września 2001 roku. Młodzi wykonawcy i widzowie zaakcentowali wówczas swój sprzeciw wobec wszelkim formom przemocy na świecie, podtrzymując jednocześnie pamięć o ofiarach ataku na WTC. Gwiazdą wieczoru był zespół Armia.
Koncert ten miał charakter przeglądu twórców muzyki rockowej, w której udział wzięła nie tylko młodzież powiatu wejherowskiego, ale także z Trójmiasta i Lęborka.
Impreza odbiła się dużym echem w lokalnych i regionalnych mediach, między innymi w Telewizji Gdańsk.
W 2006 roku odbyła się III edycja festiwalu, w której udział wzięły młode zespoły rockowe z obszaru całej Polski, między innymi z Namysłowa, Helu, Gdańska, Lublina i Tczewa, a także z zagranicy.
W 2015 roku odbyła się XII edycja, w której gwiazdą wieczoru był zespół Happysad